# Wahl zur Verfassunggebenden Versammlung Syriens 1949
Eine Wahl zur Verfassunggebenden Versammlung wurde in Syrien am 16. November 1949 abgehalten, mit einer zweiten Runde am 25. November.
Das Ergebnis war ein Sieg für die Volkspartei, welche 63 der 114 Sitze gewann.

## Ergebnisse
| Partei                                   | Anteil | Sitze |
| ---------------------------------------- | ------ | ----- |
| Volkspartei                              | 55,3 % | 63    |
| Muslimbruderschaft                       | 3,5 %  | 4     |
| Syrische Soziale Nationalistische Partei | 0,9 %  | 1     |
| Arabisch-Sozialistische Baath-Partei     | 0,9 %  | 1     |
| Unabhängige                              | 27,2 % | 31    |
| Ungültige/leere Zettel                   | -      | -     |
| Gesamt                                   | 100 %  | 114   |
| Quelle: Nohlen et al.                    |        |       |